# Jérôme Schuster
Jérôme Schuster (Perpinyà, 29 de juny de 1985) és un jugador de rugbi a 15 francès. Juga al lloc de Pilar a l'equip de l'USAP. És cosí de Nicolas Mas.

## Carrera

### En club
- Costa Vermella
- Argelers de la Marenda
- 2002-2009: USAP

## Palmarès
- Campió de França Reichel amb els USAP el 2005
- Campió de França el 2009 amb la USAP